# Aspalathus batodes
Aspalathus batodes är en ärtväxtart som beskrevs av Christian Friedrich Frederik Ecklon och Carl Ludwig Philipp Zeyher. Aspalathus batodes ingår i släktet Aspalathus och familjen ärtväxter.

## Underarter
Arten delas in i följande underarter:
- A. b. batodes
- A. b. spinulifolia